# Borkou
Borkou ou Borku (em árabe: بوركو; Būrkū) é uma das 23 províncias do Chade, sendo Faya-Largeau a sua capital.

## Demografia
O recenseamento do Chade de 2009 indicou uma população de 93 584 habitantes para Borkou. Sua capital Faya-Largeau, com 30 800 habitantes, é a cidade mais populosa da província.